# Сянъян
Сянъ́ян (кит. упр. 襄阳, пиньинь Xiāngyáng) — городской округ в провинции Хубэй КНР.

## История
Эти места населены с древнейших времён. После объединения китайских земель в империю Цинь земли современного городского округа вошли в состав округов Наньцзюнь (南郡) и Наньян (南阳郡). После смены империи Цинь на империю Хань в 201 году до н. э. был образован новый уезд, который из-за того, что его власти разместились на «янском» берегу реки Сяншуй, получил название Сянъян (襄阳县). Во времена императора Сянь-ди в Сянъян переместил свою резиденцию Лю Бяо, который был цыши (губернатором) провинции Цзинчжоу, и Сянъян стал центром событий во время распада империи Хань и начала периода Троецарствия (часть событий описано в историческом романе «Троецарствие»).
Во времена империи Сун после того, как северная часть страны была захвачена сначала киданями, а затем вошла в состав чжурчжэньской империи Цзинь, Сянъян стал одним из передовых форпостов империи. В XIII веке он долго сдерживал продвижение монголов на юг.
После монгольского завоевания и образования империи Юань в 1274 году была образована административная единица «Сянъянский регион» (襄阳路). После свержения власти монголов и провозглашения империи Мин Сянъянский регион был в 1376 году переименован в Сянъянскую управу (襄阳府). После Синьхайской революции в Китае была проведена реформа структуры административного деления, в результате которой управы были упразднены.
В 1940 году восточная часть современного городского округа стала ареной сражения, известного как Битва за Цзаоян и Ичан.
В 1949 году был образован Специальный район Сянъян (襄阳专区), состоявший из 8 уездов. В 1951 году посёлки Фаньчэн и Сянъян уезда Сянъян были объединены в город Сянфань (襄樊市), подчинённый напрямую властям провинции Хубэй. В 1952 году к Специальному району Сянъян был присоединён Специальный район Юньян (郧阳专区), кроме того в состав специального района был передан уезд Суйсянь из Специального района Сяогань, в результате чего в Специальный район Сянъян стало входить 15 уездов. В 1955 году был расформирован уезд Хуншань (洪山县), а его территория была разделена между четырьмя соседними уездами. В 1958 году город Сянфань был понижен в статусе и перешёл в подчинение властям специального района.
В июле 1960 года уезды Цзюньсянь и Гуанхуа были объединены в уезд Даньцзян (丹江县). В октябре того же года уезд Даньцзян был переименован в Гуанхуа (光化县). В июне 1962 года уезд Цзюньсянь был воссоздан.
В 1965 году был воссоздан Специальный район Юньян, и в составе Специального района Сянъян остались 1 город и 8 уездов. В 1970 год Специальный район Сянъян был переименован в Округ Сянъян (襄阳地区).
В 1979 году город Сянфань был вновь поднят в статусе и опять стал городом провинциального подчинения; посёлок Лаохэкоу с окрестностями был выделен из уезда Гуанхуа, образовав городской уезд Лаохэкоу; урбанизированная часть уезда Суйсянь была выделена в городской уезд Суйчжоу.
В 1983 году решением Госсовета КНР город Сянфань и округ Сянъян были объединены в городской округ Сянфань, при этом уезд Суйсянь был присоединён к городскому уезду Суйчжоу, а уезд Гуанхуа — к городскому уезду Лаохэкоу; территория бывшего города Сянфань была разделена на четыре района.
В 1988 году уезд Цзаоян был преобразован в городской уезд, а в 1994 году в городской уезд был преобразован уезд Ичэн. В том же 1994 году городской уезд Суйчжоу был выведен из состава городского округа Сянфань, перейдя под прямое подчинение властям провинции Хубэй.
В 1995 году было отменено деление урбанизированной зоны Сянфаня на четыре района, а вместо этого было образовано два района городского подчинения: Сянчэн и Фаньчэн.
В 2001 году уезд Сянъян был преобразован в район городского подчинения.
В 2010 году решением Госсовета КНР городской округ Сянфань был переименован в Сянъян, а район городского подчинения Сянъян — в Сянчжоу.

## Административно-территориальное деление
Городской округ Сянъян делится на 3 района, 3 городских уезда, 3 уезда:
| Карта                                                             | Карта    | Карта     | Карта         | Карта            | Карта         |
| ----------------------------------------------------------------- | -------- | --------- | ------------- | ---------------- | ------------- |
| Сянчэн Фаньчэн Сянчжоу Наньчжан Гучэн Баокан Лаохэкоу Цзаоян Ичэн |          |           |               |                  |               |
| Статус                                                            | Название | Иероглифы | Пиньинь       | Население (2010) | Площадь (км²) |
| Район                                                             | Сянчэн   | 襄城区    | Xiāngchéng qū |                  |               |
| Район                                                             | Фаньчэн  | 樊城区    | Fánchéng qū   |                  |               |
| Район                                                             | Сянчжоу  | 襄州区    | Xiāngzhōu qū  |                  |               |
| Городской уезд                                                    | Лаохэкоу | 老河口市  | Lǎohékǒu shì  |                  |               |
| Городской уезд                                                    | Цзаоян   | 枣阳市    | Zǎoyáng shì   |                  |               |
| Городской уезд                                                    | Ичэн     | 宜城市    | Yíchéng shì   |                  |               |
| Уезд                                                              | Наньчжан | 南漳县    | Nánzhāng xiàn |                  |               |
| Уезд                                                              | Гучэн    | 谷城县    | Gǔchéng xiàn  |                  |               |
| Уезд                                                              | Баокан   | 保康县    | Bǎokāng xiàn  |                  |               |

## Экономика
В округе выращивают рис, рапс и овощи. 

### Промышленность
В Сянъяне развиты гидроэнергетика, добыча минерального сырья, текстильная и пищевая промышленность, машиностроение. Имеются автосборочные заводы корпораций Dongfeng Automobile и Nissan, завод по ремонту авиационных двигателей.

## Транспорт
Имеется аэропорт, железная дорога связывает Сянъян с Уханем, Лояном, Сианем, Ханьчжуном.